# أندريه فيريرا تيكسيرا
أندريه فيريرا تيكسيرا (14 أغسطس 1993 في البرتغال - ) هو لاعب كرة قدم برتغالي في مركز الدفاع. شارك مع منتخب البرتغال تحت 16 سنة لكرة القدم ومنتخب البرتغال تحت 17 سنة لكرة القدم ومنتخب البرتغال تحت 18 سنة لكرة القدم ومنتخب البرتغال تحت 19 سنة لكرة القدم ومنتخب البرتغال تحت 20 سنة لكرة القدم. أما مع النوادي، فقد لعب مع مافرا ونادي بيلينينسش ونادي ليتشويس وديسبورتيفو تروفينسي.

## وصلات خارجية
- أندريه فيريرا تيكسيرا على موقع قاعدة بيانات كرة القدم.إي يو (الإنجليزية)
- أندريه فيريرا تيكسيرا على موقع Soccerway.com (الإنجليزية)
- أندريه فيريرا تيكسيرا على موقع AS.com (الإسبانية)